# Prionchulus spectabilis
Prionchulus spectabilis is een rondwormensoort uit de familie van de Mononchidae. De wetenschappelijke naam van de soort is voor het eerst geldig gepubliceerd in 1911 door Ditlevsen.